# برنامج الليلة بطولة جيمي فالون
برنامج الليلة بطولة جيمي فالون (بالإنجليزية: The Tonight Show Starring Jimmy Fallon)، برنامج حواري - مسائي، أمريكي يقدمه الممثل، الكوميدي ومقدم البرامج جيمي فالون، يعرض على قناة «NBC». بدأ عرض البرنامج في 17 فبراير، 2014 وأنتجته شركة «برودواي فيديو» و «يونيفيرسال تيليفيشن». وهو التسجيد السابع لبرنامج الليلة، واصبح فالون المقدم السادس في تاريخ البرنامج. كما يظهر في البرنامج «ستيف هيغينز» كمساعد لفالون وشغلت فرقة «ذا روتس» دور الفرقة الموسيقية للبرنامج. شَغل كلا من جوش لايب ولورن مايكلز دوري منتجين منفذين بالرنامج، يتم تصوير البرنامج في «استوديو 6B» في «مركز روكفلر» في مدينة نيويورك.
يبث البرنامج في ليالي الاسبوع في الساعة 11:43 مساءاً بتوقيت الولايات المتحدة. يفتتح فالون البرنامج بمونولوج موضوعي، ثم ينتقل البرنامج إلى مشاهد والعاب كوميدية، ولقاءات واداء موسيقي. حصل البرنامج على نسب مشاهدة ورواج عال مما جعله منافساً قوياً للبرامج الحوارية المسائية الأخرى. رُشح البرنامج لتسع جوائز الإيمي برايم تايم وفاز بإثنان.
في 13 أغسطس، 2015، أعلنت قناة «NBC» بأن فالون قد وقع عقداً ليبقى مقدماً للبرنامج حتى عام 2021.

## خلفية

### تاريخ البرنامج
بدأ عرض برنامج الليلة على قناة «NBC» في 1954 وقدمه ستيف آلين. كما قَدَم «جاك بار» البرنامج من 1957 حتى 1962، جوني كارسون المقدم الأشهر الذي قدم البرنامج لثلاثة عقود حتى تقاعده في عام 1992. اختارت القناة جاي لينو ليقدم البرنامج وبعد بقائه مايقارب 22 سنة بالبرنامج، اختير كونان اوبراين ليقدم البرنامج من بعده في 2009 ترك كونان البرنامج بعد سنة بسبب خلاف مع جاي لينو وقناة هيئة الإذاعة الوطنية

### انتقال البرنامج
بدأت المناقشات حول دور جيمي فالون في برنامج الليلة في بداية عام 2013، وخُطط لانتقال جيمي للبرنامج في اواخر عام 2014. في 3 أبريل، 2013، أعلنت قناة «NBC» بأن جاي لينو سيتقاعد في 2014، وان جيمي سيبدأ بتقديم البرنامج في بداية فبراير، 2014.

## فقرة الألعاب التلفزيونية
يقدم جيمي مع ضيوفه فقرة الألعاب التلفزيونية، اذ حصلت هذه الفقرة على رواجاً كبيراً وأضافة طابعاً خاصا للبرنامج.
- التمثيليات التحزيرية (من غير كلام): تتكون اللعبة من فريقين اذ تنضم شخصية مشهورة مع جيمي وشخصية أخرى مع ضيفه ليلعبوا لعبة الحزورات بالتأئشير بايديهم ليوصلوا فكرة شيء ما (فيلم، أغنية، عبارة، أخرى) لشريكهم بالفريق، يحصل كل فريق على دورين والفائز بالدور الاخير يفوز باللعبة.
- حزورات الرسم: يحاول عضو كل فريق إيصال فكرة (معنى) عبارته الموجودة على البطاقة لشريكه بالفريق عن طريق الرسم على السبورة. شاركت بالفقرة عدة شخصيات مثل: جينيفير انيستون، ميليسا مكارثي، ليني كرافتزو شخصيات أخرى.
- مسابقة الجراء: يلعب جيمي ضد ضيف مشهور، يسأل مساعد جيمي بالبرنامج ستيف هيغينز كلا المتسابقين وعند كل اجابة صحيحة يحصل المجيب على كلب صغير، في نهاية اللعبة يفوز المتسابق الحاصل على أكبر عدد من الجراء.
- قلب الاكواب البلاستيكية: في هذه اللعبة يوضع عدد من الاكواب البلاستيكية التي تحتوي على قليل من الجعة على الطاولة، يقوم كل لاعب بشرب الجعة ثم يحاول قلب الاكواب باصبعة على حافة الطاولة، من يقلب اكوابه اولا يفوز باللعبة. شارك في هذه اللعبة عدة شخصيات مثل: كيت ابتون، مارجوت روبي، ماثيو ماكونهي، ايمي ادمز، داني ديفيتو وشخصياتٍ أخرى.
- صندوق الأكاذيب: في هذه اللعبة يختار اللاعب صندوق من عدة صناديق في داخل الصندوق يوجد فيه شيء غريب، للاعب اختيارين اما الكذب أو قول الحقية عما في داخل الصندوق وعلى اللاعب الآخر ان يحزر ما ان قال الحقيقة اوكذب. شارك في هذه اللعبة: جينيفر لورنس، ايما ستون، تشانينغ تاتوم، سكارليت جوهانسون، نيكول كيدمان، تينا فاي وشخصياتٍ أخرى.

## العرض

استوديوهات "NBC" في نيويورك.

يُعرض البرنامج أمام جمهور حي في استوديوهات «NBC» في مركز روكفلر في نيويورك ويُبث على قناة «NBC» في الولايات المتحدة.
- الشرق الأوسط، عرض البرنامج على شبكة «OSN»، في 19 فبراير، 2014.[4]
- أستراليا، عرض البرنامج على قناة "The Comedy Channel" في 18 فبراير، 2014، كما عرض البرنامج على قناة "ABC2" المجانية بعد يومين من وقت العرض في الولايات المتحدة في 24 مارس، 2014.[5]
- بلجيكا، عرض البرنامج على قناة "Vier" في منتصف الليل (الاثنين - الجمعة) متاخراً عدة أيام عن وقت العرض في الولايات المتحدة وفي الساعة 11:05 مساءاً يوم الأحد. عرض لأول مرة في 12 أكتوبر، 2015.[6]
- كندا، عرض البرنامج على قناة "CTV Two" بالتزامن مع وقت العرض في الولايات المتحدة.[7]
- ألمانيا، عرض البرنامج في الساعة 11:00 مساءاً في اليوم التالي (الاثنين - الجمعة) على قناة "EinsFestival"، عرض لأول مرة في 25 يناير، 2016.[8]
- نيوزيلندا، عرض البرنامج على قناة "Prime".[9]

## تصنيف
حَصلت الحلقة الأولى من برنامج الليلة بطولة جيمي فالون على مايقارب 11.31 مليون مشاهد وتصنيف 3.8 في تصنيف نيلسين، مما جعله ثاني أكبر عدد مشاهدين لبرنامج الليلة منذ 2009، خلال الاسبوع الأول كان معدل عدد مُشاهدي البرنامج 8.490 مليون مشاهد مما جعله الإسبوع الأكثر مشاهدة في تاريخ البرنامج منذ 20 سنة.

## الجوائز والترشيحات

### جوائز الإيمي برايم تايم
| السنة | الفئة                    | المرشحين | النتائج | مراجع  |
| ----- | ------------------------ | --- | ------- | ------ |
| 2014  | أفضل برنامج منوعات       | لورن مايكلز، جايمي غارنيت بيدرمان، روب كرابي، كايتي هوكماير، جيم جوفونين، براين مكدانولد، غافين بورسيل، جوش لايب، جيمي فالون | رُشِّح     | [ 12 ] |
| 2015  | أفضل برنامج منوعات حواري | لورن مايكلز، جايمي غارنيت بيدرمان، كايتي هوكماير، جيم جوفونين، براين مكدانولد، غافين بورسيل، جوش لايب، جيمي فالون            | رُشِّح     | [ 12 ] |

### جوائز الإيمي للفنون الابداعية
| السنة | الفئة                                   | المرشحين | النتائج | مراجع  |
| ----- | --------------------------------------- | --- | ------- | ------ |
| 2014  | أفضل إخراج لبرنامج حواري                | ديف ديوميدي | رُشِّح     | [ 12 ] |
| 2014  | أفضل برنامج تفاعلي                      | برنامج الليلة بطولة جيمي فالون | فوز     | [ 13 ] |
| 2014  | أفضل تصميم / إخراج إضائة لبرنامج منوعات | فريد بوك، فيل هايمز، جاريد كيركمير، فرانسيس بيانكامانو، مايك بالداساري | رُشِّح     | [ 12 ] |
| 2014  | أفضل كتابة لبرنامج منوعات               | أي. دي. مايلز، باتريك بوريلي، جيرارد برادفورد، لوك كانينغهام، مايك ديكينزو، مايك دروكير، جيس ديويك، ديكي إيغان، جيمي فالون، جون هاسكيل، جوش لايب، ارثر ماير، تشايس ميتشيل، دان اوسبال، غافين بورسيل، جون رينمان، البيرتينا ريزو، جايسن روس، ديفيد يونغ، مايكلجان | رُشِّح     | [ 12 ] |
| 2015  | أفضل إخراج لبرنامج منوعات               | ديف ديوميدي | رُشِّح     | [ 12 ] |
| 2015  | أفضل برنامج تفاعلي                      | برنامج الليلة بطولة جيمي فالون | رُشِّح     | [ 12 ] |
| 2015  | أفضل تجربة اجتماعية على التلفاز         | غافين بورسيل، مارينا كوكينبيرغ، جيمي فالون، كريستين فريار، فيليشا دانيالز | فوز     | [ 12 ] |

## وصلات خارجية
- الموقع الرسمي
- برنامج الليلة بطولة جيمي فالون على موقع IMDb (الإنجليزية)
- برنامج الليلة بطولة جيمي فالون على موقع ميتاكريتيك (الإنجليزية)
- برنامج الليلة بطولة جيمي فالون على موقع كينوبويسك (الروسية)
- برنامج الليلة بطولة جيمي فالون على موقع قاعدة بيانات الفيلم (الإنجليزية)